# Lasaeola superba
Lasaeola superba là một loài nhện trong họ Theridiidae.
Loài này thuộc chi Lasaeola. Lasaeola superba được Arthur Merton Chickering miêu tả năm 1948.